# Прунтова
Пру́нтова (эст. Pruntova), ранее Прунтово (эст. Pruntovo) и Пронтова (эст. Prontova) — деревня в волости Сетомаа уезда Вырумаа, Эстония. Исторически относится к нулку Лухамаа.
До административной реформы местных самоуправлений Эстонии 2017 года входила в состав волости Миссо.

## География и описание
Расположена недалеко от границы Эстонии и России, в 29 километрах к юго-востоку от уездного центра — города Выру — и в 40 километрах к юго-западу от волостного центра — посёлка Вярска. Высота над уровнем моря — 191 метр.
Климат переходный от морского к континентальному. Официальный язык — эстонский. Почтовый индекс — 65024.

## Население
По данным переписи населения 2021 года, в Прунтованасчитывалось 9 жителей (4 мужчин и 5 женщин), из них 8 (88,9 %) — эстонцы; 3 человека — лица трудоспособного возраста, 6 — пенсионного возраста (65 лет и старше).
По данным переписи населения 2011 года, в деревне проживали 11 человек, все — эстонцы (сету в перечне национальностей выделены не были).
Численность населения деревни Прунтова по данным переписей населения:
| Год  | 1959 | 1970 | 2000 | 2011 | 2021 |
| ---- | ---- | ---- | ---- | ---- | ---- |
| Чел. | ↘ 21 | ↘ 11 | → 11 | ↘ 9  |      |

## История
На военно-топографических картах Российской империи (1866–1867 годы), в состав которой входила Лифляндская губерния, деревня обозначена как Пронтова.
В письменных источниках 1882 года упоминается Прунтово, 1904 года —  Pruntova, Прунто́во, 1922 года — Pruntovo, 1945 года — Prontova.
В XIX веке деревня входила в общину Железово и относилась к приходу Панкъявица.
В 1977–1997 годах Прунтова была частью деревни Лухамаа. В южной части Прунтова, частично на границе с деревнями Крийва и Мяэси, расположена Кастамара (ранее — Красная Дубровка), которая до 1930-х годов была самостоятельной деревней.

## Происхождение топонима
Эстонский этнограф и языковед Юри Труусманн считает, что название деревни можно объяснить словом ′prunt′ — «шпунт», «штырь», «шип»; однако, данное утверждение остаётся до сих пор открытым. У этого слова есть также южно-эстонское значение «сборка» (рукав со сборкой). На языке сету и выруском диалекте есть слово ′prunts′, означающее «юбка»; последнее, по мнению языковеда и переводчика Лембита Ваба является поздним заимствованием из латышского языка.

## Комментарии
1. ↑  Эстонские топонимы, оканчивающиеся на -а, не склоняются и не имеют женского рода (исключение — Нарва)[8].